# Ville nouvelle de Yuen Long

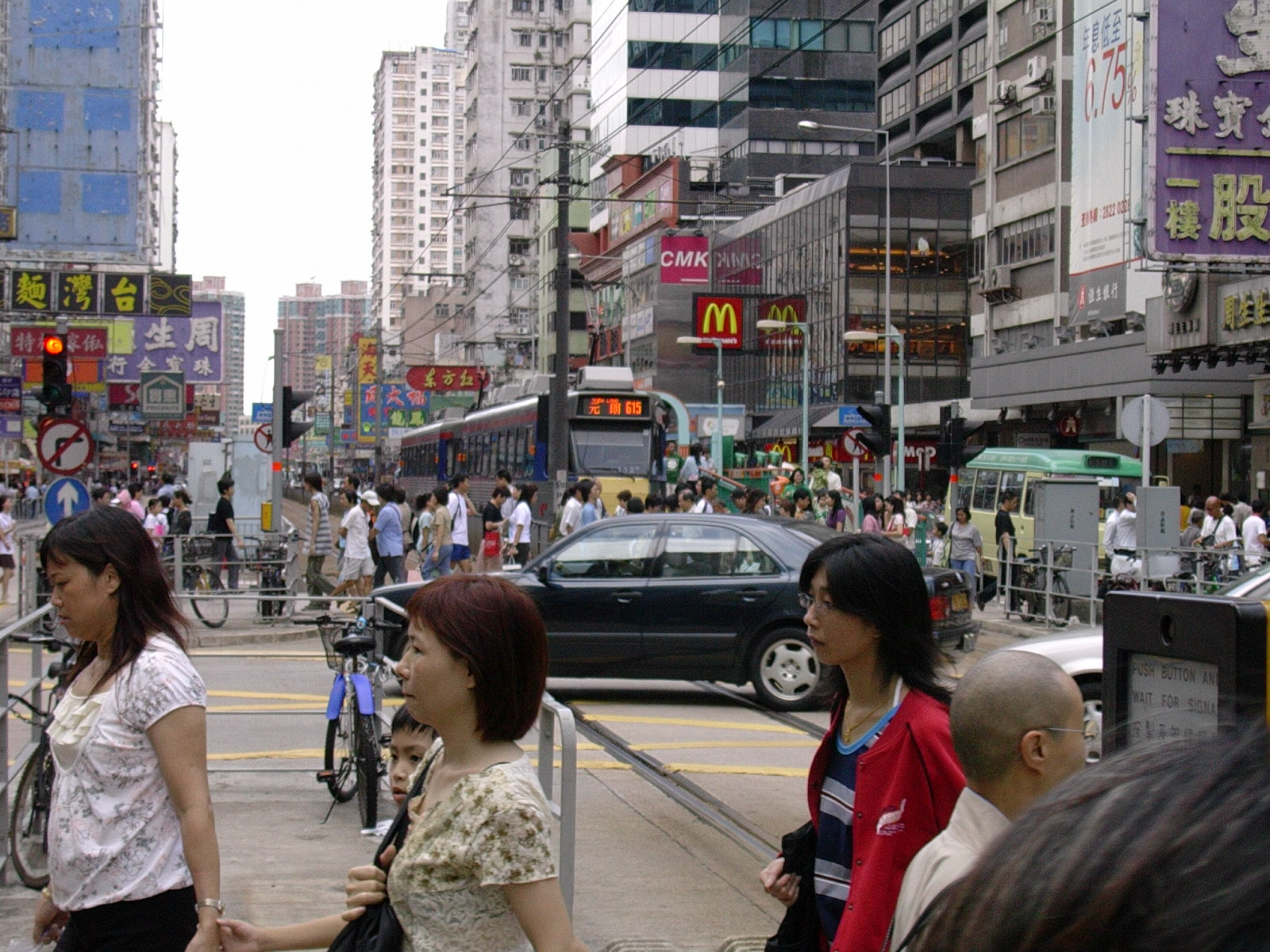
Centre-ville de Yuen Long

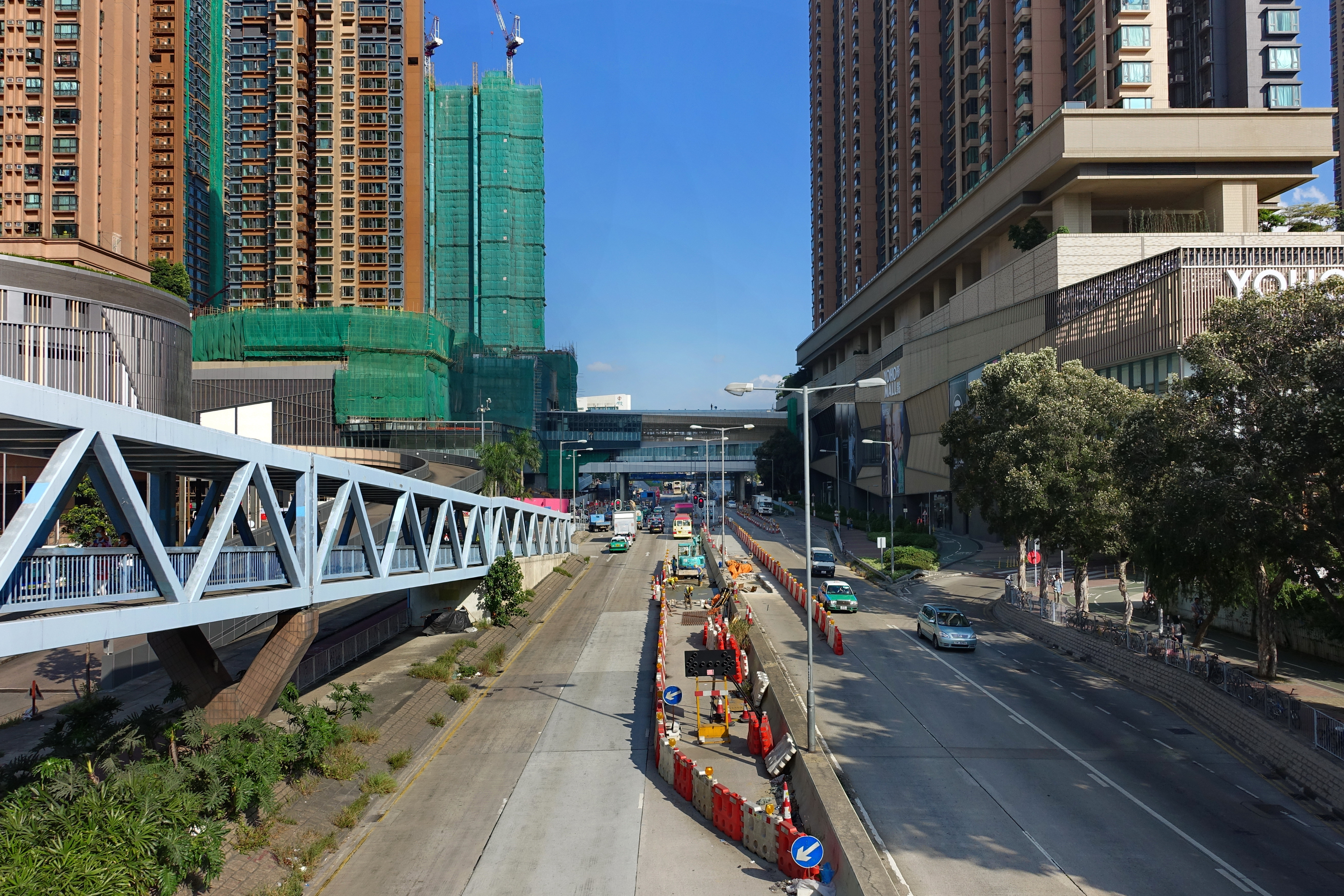
Castle Peak Road en direction du centre commercial YOHO

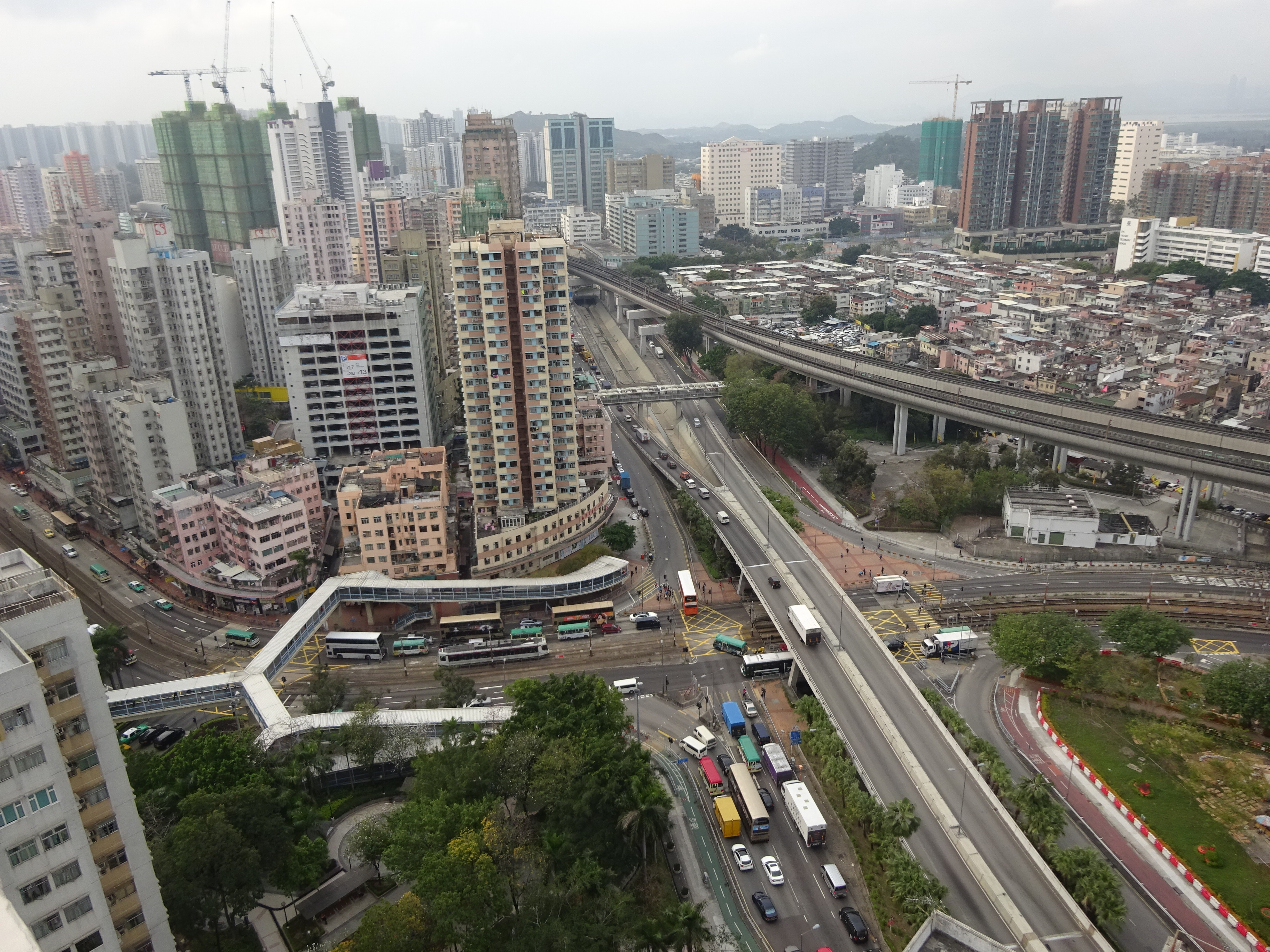
Bâtiments résidentiels de Yuen Long

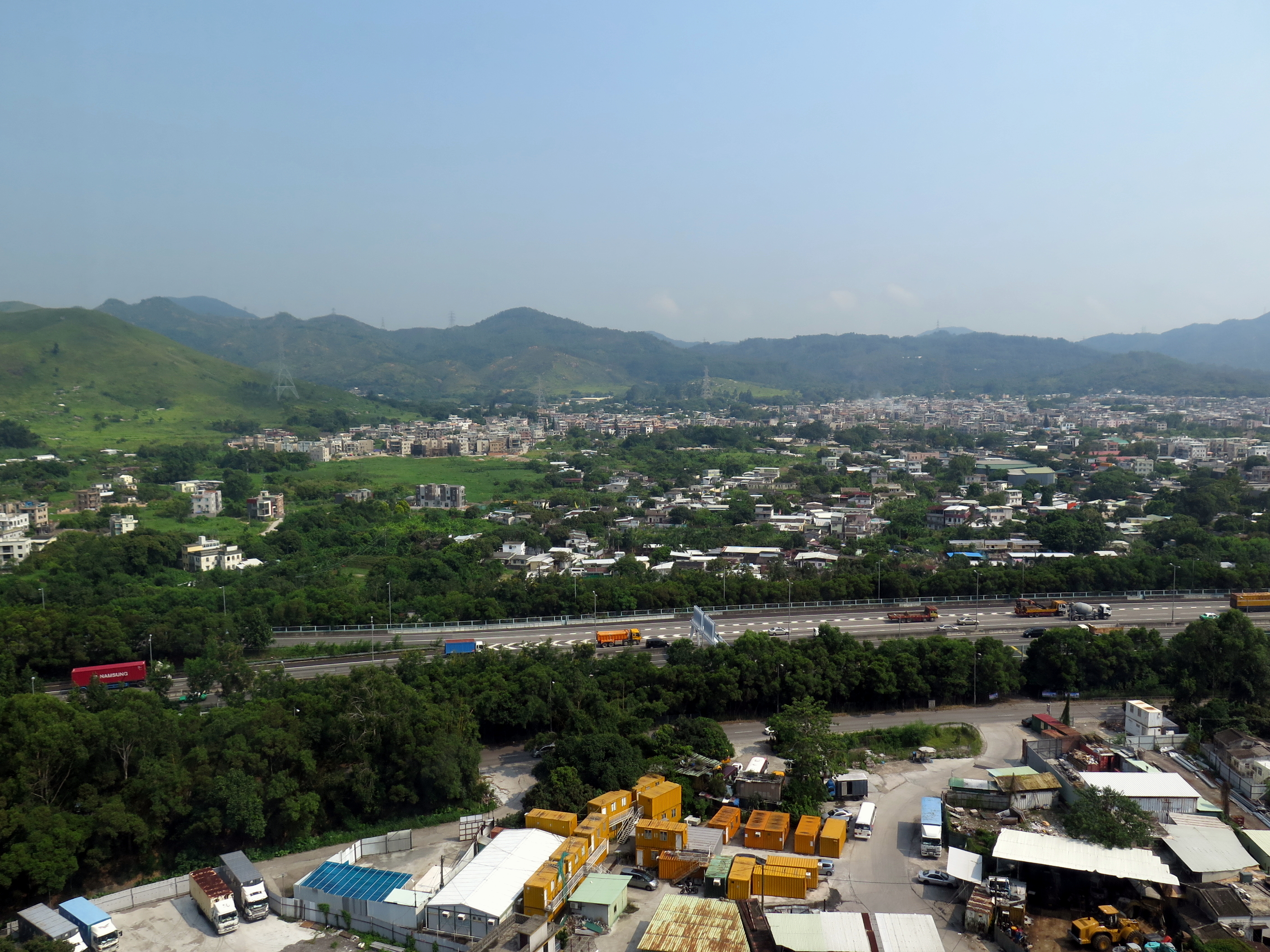
Shap Pat Heung

La ville nouvelle de Yuen Long (chinois : 元朗新市鎮 ; pinyin : Yuanlang Xin Shizhen ; cantonais Jyutping : jyun4 long5 san1 si5 zan3Yuanlang Xin Shizhen ; cantonais Jyutping : jyun4 long5 san1 si5 zan3) est une ville nouvelle de Hong Kong située dans le nord-ouest des Nouveaux Territoires. Elle a été construite à partir de l'endroit où se situait le marché traditionnel de la ville de Yuen Long (chinois traditionnel : 元朗市) à la fin des années 1970.
Comme elle est localisée au centre de la plaine de Yuen Long, la ville occupe l'emplacement idéal pour les habitants des villages environnants afin de vendre produits agricoles et poissons. A l'ouest de la ville se trouve le district de Ping Shan au sud de Shap Pat Heung, à l'est de Kam Tin, et nord de Nam sang Wai.

## Histoire
La ville de Yuen Long était une ville de marché traditionnelle située dans un quartier nommé aujourd'hui Yuen Long San Hui, dans le district de Yuen Long de la région des Nouveaux Territoires. La ville de marché, ainsi que les zones adjacentes tels que les quartiers résidentiels de Long Ping et de YOHO, la zone industrielle de Yuen Long, de Tong Tau, etc. ont été construites et ont constitué la ville nouvelle au cours des années 1970 et au début des années 1980. 
Le Gouvernement de Hong Kong a tout d'abord inscrit la Nouvelle ville de Yuen Long sur la liste de villes nouvelles en 1972 et a prévu la construction de plusieurs grandes cités. Le premier développement a commencé en 1974. En 1978, Yuen Long de la Nouvelle Ville a été mis sur la liste de la deuxième génération de nouvelles villes. Il a servi en tant que second centre administratif.
Bien que la ville nouvelle a commencé dans les années 1970, il a été développé beaucoup plus lentement par rapport aux autres villes nouvelles en raison de l'éloignement de la région urbaine de Kowloon. Les navetteurs de déplacement, via d'autres domaines comme la Tuen Mun ou Shek Kong avec pas de transport ferroviaire. Avec le développement rapide de la voisine de la ville nouvelle, à Tin Shui Wai Ville Nouvelle, dans les années 1980, le réseau routier a été considérablement améliorée par la fin des années 1990. Il n'était pas jusqu'à la fin de 2003, que l'Ouest de la Ligne de chemin de fer a été achevée. Ces améliorations naître de nouvelles vagues de développement de la ville dans les années 2000.

## Industrie
La zone industrielle se concentre au nord de la nouvelle ville en deux entités: la Zone Industrielle de Yuen Long et la Zone Industrielle de Tung Tau. Elles sont sous la gestion du Parc Technologique et Scientifique de Hong Kong où seules les entreprises innovantes peuvent y accéder. 

## Transport
Avant l'ouverture du tunnel de Tai Lam, la Castle Peak Road et la Tuen Mun Road formaient les artères principaux de la circulation urbaine à Kowloon. Si les deux routes sont fermées à cause d'accidents ou de toute autre raison, cela aurait une incidence sur le trafic de Yuen Long. Le tunnel de Tai Lam, la Ligne Ouest MTR et le Métro Léger (LRT) sont d'autres solutions pour les résidents de Yuen Long. Certaines lignes de bus connectaient Yuen Long New Town avec le réseau autoroutier de l'Est des Nouveaux Territoires  avant l'ouverture du tunnel de Tai Lam.
Il existe deux stations de la Ligne Ouest MTR dans la ville que sont Long Ping et Yuen Long, situées près du parc immobilier de Long Ping et à la sortie est de la ville. L'itinéraire du Métro Léger longe la Castle Peak Road, appelée "Yuen Long Main Road" par les résidents locaux) dans le centre-ville. La station de Yuen Long est un pôle d'échange permettant de voyager sur les réseaux de la Ligne Ouest et du Métro Léger.